# ابن حبیب حلبی
ابومحمّد، حسن بن عمر شهرت‌یافته به ابن حبیب حلبی (۱۳۱۱ - ۱۳۷۷) فقیه، محدث، تاریخ‌نگار، کاتب و شاعر شامی بود.  

## آثار
- نسیم الصبا: وصف طبیعت و زندگی به نثر
- درة الإسلاک فی دولة الأتراک
- جُهینة الأخبار فی أسماء الخلفاء و ملوک الأمصار
- تذکرة النبیه فی أیام المنصور و بنیه
- النجم الثاقب فی أشرف المناقب
- المقتفیٰ فی ذکر فضائل المصطفی
- کشف المُروط عن محاسن الشُروط
- فرائد المنتفاة فی تاریخ حماة